# Sutonocrea paupera
Sutonocrea paupera är en fjärilsart som beskrevs av M.Gaede 1928. Sutonocrea paupera ingår i släktet Sutonocrea och familjen björnspinnare. Inga underarter finns listade i Catalogue of Life.